# Rodinný dům Aloise Zimmermanna
Rodinný dům Aloise Zimmermanna je funkcionalistická vila z roku 1933 stojící v ulici Dukelská č. 695/76 v Českých Budějovicích. Autory architektonického návrhu byli mladí architekti Richard Ferdinand Podzemný (1907–1987) a Kamil Maria Ossendorf (1908–1994).

## Historie
Koncem 20. let 20. století se syn budoucího majitele vily František Zimmermann během studií seznámil s budoucím architektem Richardem Františkem Podzemným. Na začátku 30. let jej požádal o vypracování návrhu domu pro rodinu Zimmermannů. V té době (v letech 1931–1935) pracoval v ateliéru Pavla Janáka. Architektonický návrh zpracoval Richard Podzemný spolu s Kamilem Ossendorfem ve stylu tehdy moderního funkcionalismu prosazovaného švýcarským architektem Le Corbusierem. Stavbu domu realizovala stavební firma František Stašek  v období od září roku 1932 do roku 1933.

## Architektura
Jednopatrovou stavbu s rovnou střechou tvoří železobetonový skelet, v té době nejpokrokovější stavební technologie, vyplněný tepelně-izolačními křemelinovými dutými tvárnicemi s obchodním názvem ISOSTONE vyráběnými v Borovanech v později znárodněném podniku Calofrig. Rozhodnutí použít tento stavební materiál bylo ovlivněno tím, že v té době se JUDr. František Zimmermann oženil s dcerou majitele borovanské továrny.[zdroj?]
Fasádu domu tvořila, podle zásad funkcionalismu, světle šedá omítka, do které byla zasazena pásová okna natřená tmavomodrým emailem.
Celý dům obdélníkového půdorysu je podsklepený. V suterénu byla umístěna kotelna s výkonným litinovým kotlem na koks zn. Strebel S, vedle něho byla vybudována násypka, z které se palivo dalo odebírat rovnou do kotle. Největší prostor sklepa byl původně projektován jako garáž pro automobil, ale nikdy jako garáž nebyl použit, místo původně plánovaných vjezdových vrat byla od počátku postavena obvodová zeď. Ve zvýšeném přízemí, kam vede sedm schodů kruhového železného schodiště (kvůli možnosti povodní z nedaleké řeky Malše), je byt o velikosti 3+1 s příslušenstvím a s malou zimní zahradou, z které je možné vyjít po jednoramenném samonosném schodišti do zahrady. Stejný byt je i v 1. patře, kde se z obývacího pokoje dá vyjít na otevřenou terasu s kovovou trubkovou pergolou. Oba byty propojuje na severní straně domu železné, prostorově úsporné točité schodiště, shora osvětlené skleněnými čočkami zalitými do železobetonu. Součástí projektu byl i návrh na úpravu zahrady okolo domu.
Ve všech místnostech, kromě chodeb, jsou lité xylolitové podlahy a příčky mezi jednotlivými místnostmi tvoří mahagonové vestavěné skříně vyrobené v Ledenicích soukromou firmou Jindřich Posavád – první strojní truhlářství na jihu Čech, pozdější firma Ledenický nábytek, výrobní družstvo. Stejná firma dodala i veškeré další truhlářské výrobky, jako okna, dveře, prosklené stěny mezi chodbami a obytnými částmi.[zdroj?]

## Současný stav
Dům byl v 80. letech 20. století novým vlastníkem rekonstruován. Některé úpravy zevnějšku původní čistou funkcionalistickou podobu narušily. Byly odstraněny např. malé balkony u ložnic v 1. patře, k domu byl přistavěn nový vstup a prostorná garáž v úrovni terénu. Kvůli těmto nevhodným úpravám nebyla vila zařazena mezi kulturní památky, zatímco sousední vila JUDr. Františka Švece, postavená o rok později (v roce 1934) a navržená stejnými architekty, je chráněna a zapsána do seznamu kulturních památek ČR.[zdroj?]